# A-2128
 A-2128  es la denominación que recibe la carretera alavesa que une las poblaciones de Salvatierra de Álava y Santa Cruz de Campezo por el puerto de Opacua. Antes de la transferencia de las carreteras comarcales y locales a las administraciones autonómicas y provinciales, esta vía se denominó  L-128 .

## Trazado
| Velocidad                  | Esquema | Carretera que enlaza                                            |
| -------------------------- | ------- | --------------------------------------------------------------- |
|                            |         | Salvatierra                                                     |
|                            |         | A-1 Vitoria - Burgos                                            |
|                            |         | A-1 Alsasua - San Sebastián                                     |
|                            |         | A-3110 Alegría de Álava A-3110 Eguino - San Román de San Millán |
|                            |         | A-4130 Ocáriz                                                   |
|                            |         | A-4112 Arrizala                                                 |
|                            |         | Opacua                                                          |
| Puerto de Opacua (1.020 m) |         |                                                                 |
|                            |         | A-3114 Iturrieta - Róitegui - Maestu                            |
|                            |         | A-3116 Larraona - Zudaire                                       |
|                            |         | A-4160 Larraona                                                 |
|                            |         | Contrasta                                                       |
|                            |         | Ullíbarri-Arana                                                 |
|                            |         | Alda                                                            |
|                            |         | San Vicente de Arana A-3116 Sabando - Arenaza                   |
|                            |         | A-4131 Oteo                                                     |
|                            |         | A-4161 Orbiso                                                   |
|                            |         | Santa Cruz de Campezo A-132 Vitoria - Estella                   |